# Synavea chumbeziensis
Synavea chumbeziensis är en insektsart som först beskrevs av Wilson 1987.  Synavea chumbeziensis ingår i släktet Synavea och familjen Derbidae. Inga underarter finns listade i Catalogue of Life.